# Theophilus Dönges
Theophilus Ebenhaezer Dönges (Klerksdorp, 1898. március 8. – Fokváros, 1968. január 10.) dél-afrikai politikus és miniszterelnök.
Döngest Dél-Afrika elnökévé választották 1967-ben, de 69 évesen, mielőtt hivatalba léphetett volna, sztrókot kapott, és meghalt.